# Refuge faunique Pierre-Étienne-Fortin
Le refuge faunique Pierre-Étienne-Fortin est une réserve naturelle du Québec située sur la rivière Richelieu entre Chambly et Richelieu. Il protège les rapides de Chambly, un site de frai essentiel pour le Chevalier cuivré (Moxostoma hubbsi), le Chevalier de rivière (M. carinatum) et le Fouille-roche gris (Percina copelandi).